# Can Paradís
Can Paradís és una casa d'Amer (Selva) inclosa a l'Inventari del Patrimoni Arquitectònic de Catalunya.

## Descripció
Immoble de tres plantes, entre mitgeres, cobert amb una teulada a dues aigües de vessants a façana. Està ubicat al costat dret del carrer Girona.
La façana que dona al carre Girona és la principal i està estructurada internament en dues crugies. La planta baixa consta de dues obertures quadrangulars. Difereixen únicament pel fet que el portal de la dreta està equipat amb llinda monolítica i muntants de pedra, mentre que el de l'esquerra està completament despullat.
En el primer pis trobem dues obertures rectangulars amb llinda monolítica i muntants de pedra ben treballats i escairats, les quals són projectades com a balconades independents i equipades amb les seves respectives baranes de ferro forjat. En la balconada de l'esquerra s'observa, a simple vista, que un dels brancals en origen era una llinda, que en l'actualitat ha estat reaprofitada com a muntant. En ell es pot llegir la data de "1 7 5 8".
Les dues obertures difereixen en dos aspectes: el primer és la mida, ja que la de la dreta és sensiblament major. En segon lloc per la barana. La de l'esquerra més que balconada hauriem de parlar d'ampit ja no que no sobresurt gens respecte el pla horitzontal de la façana, ja que està totalment mancada de profunditat, tot al contrari de la dreta la qual abasta unes dimensions considerables.
En el segon pis tenim dues obertures rectangulars totalment irrellevants, ja que no han rebut cap tractament singular a destacar. En aquest cas ens tornem a trobar en una situació similar al de la balconada del primer pis, pel que fa al tema de les baranes. I és que més que baranes hem de parlar d'ampits, ja que no sobresuten gens respecte el pla horitzontal de la façana.
Pel que fa al treball de la forja aplicat a les diverses baranes, aquest és bastant discret i irrellevant pel que fa a la balconada del primer pis i a les balconades/ampits del segon pis. Mentre que a la barana/ampit del primer pis, el treball és molt ric i atractiu si ens fixem en la iconografia de tall vegetal i floral que ornamenta la barana.
Tanca la façana en la part superior un ràfec format per tres fileres: la primera de rajola plana i la segona i la tercera de teula.
Remarcar a mode d'apunt que la pedra té poc acta de presència en la façana, fins al punt que la trobem concentrada específicament en les llindes i muntants tant del portal de la planta baixa com de les dues balconades del primer pis. En ambdós emplaçaments - planta baixa i primer pis- prima la pedra sorrenca.
La majoria d'edificis del carrer Girona comparteixen entre ells tota una sèrie de paral·lelismes compositius, estructurals i formals molt evidents. I és que en tots nou (Vegeu fitxa de Can Passallops), (Vegeu fitxa de Can Plana), (Vegeu fitxa de Can Janic Casals), (Vegeu fitxa de Can Cantí), (Vegeu fitxa de Can Cisteller de Dalt), (Vegeu fitxa de Ca l'Estarder), (Vegeu fitxa de Can Pere de la Quima) i (Vegeu fitxa de Can Japic) trobem tota una sèrie de trets comuns i similituds com ara la façana estructurada en dues crugies; la coberta prima, per sobre de tot, la projecció a dues aigües de vessants a façana -a excepció de Can Japic que la coberta és d'una sola aigua de vessant a façana; la majoria d'immobles consten de tres plantes - a excepció de Can Pere de la Quima que en té quatre-; proliferen per tota la façana un gran nombre de balconades equipades amb les seves respectives baranes de ferro forjat; el sistema d'obertures tendeix a ser el mateix, en el qual sobresurt el portal quadrangular d'accés equipat amb llinda monolítica i muntants de pedra ben treballats i escairats; la pedra sol tenir poc acta de presència en les façanes - a excepció de Can Passallops i Can Pere de la Quima en les façanes dels quals queda completament a la vista les pedres fragmentades i els còdols der riu- i la trobem concentrada específicament en les llindes, muntants i ampits de les diverses obertures; el tipus de pedra per excel·lència i que té més difusió és la pedra sorrenca, mentre que la pedra nomolítica o pedra calcària de Girona té poc protagonisme.

## Història
Comparant fotografies actuals amb antigues, s'observa que l'edifici no ha variat absolutament en res després de 21 anys.
L'aspecte de la façana es troba en un accentuat procés de degradació.
El carrer Girona, on trobem inscrit aquest immoble, pertany a un dels barris més importants d'Amer com és El Pedreguet. Es tracta d'un barri emblemàtic que té en el carrer Girona un dels seus màxims exponents, com així ho acredita el fet de ser una de les principals artèries del nucli des de l'edat mitjana, com també ser l'eix vertebrador del barri.